# Kasteel van Chaban
Het Kasteel van Chaban (Frans: Château de Chaban) is een kasteel in de Franse gemeente Saint-Léon-sur-Vézère. De gevels en de daken zijn sinds 1972 beschermd als monument historique.
Het kasteel gaat terug op een burcht uit de dertiende eeuw die vernield werd aan het einde van de veertiende eeuw. Een vierkanten en een ronde toren gaan terug op die middeleeuwse burcht. Het kasteel werd heropgebouwd in de vijftiende en de zestiende eeuw. In de eeuw erop werden de ramen en deuren van het woongedeelte nog aangepast. Het kasteelpark grenst aan de Vézère.